# Volker Reiche
Pour les articles homonymes, voir Reiche.
Volker Reiche (né le 31 mai 1944 à Belzig) est auteur de bande dessinée et peintre allemand. 

## Biographie
Après des études de droit, Reiche début dans la presse underground tout à la fin des années 1970. Durant les années 1980, il travaille pour le studio d'animation Epaha et reprend pour l'hebdomadaire télé Hörzu (de) le personnage pour enfants Mecki (de) de 1985 à 2000. De 2002 à 2010 et depuis 2015, le Frankfurter Allgemeine Zeitung publie son comic strip humoristique familial Strizz au graphisme inspiré des strips américain d'avant 1939. Son frère Dietlof (de) est auteur jeunesse.

## Distinctions
- 2004 : Prix Max et Moritz du meilleur comic strip pour Strizz
- 2006 : Prix Max et Moritz du meilleur auteur germanophone, pour l'ensemble de son œuvre
- 2007 : Prix Olaf Gulbransson (de), pour l'ensemble de son œuvre